# Schloss Lichtenstein (Württemberg)
Schloss Lichtenstein er et privatejet nygotisk slot, der ligger i Schwäbische Alb i det sydlige Tyskland. Det blev tegnet af Carl Alexander Heideloff og navnet betyder "skinnende/lys sten". Det ligger med udsigt til Echaz-dalen nær Honau, Reutlingen i staten Baden-Württemberg.
Det moderne slot er inspireret af romanen Lichtenstein (1826) af Wilhelm Hauff, og det blev opført i 1840-1842. Ruinerne af en ældre middelalderlig borg ligger nogle få hundrede meter derfra.